# Idealny facet
Idealny facet (ang. The Perfect Man) – komedia romantyczna wyreżyserowana przez Marka Rosmana, amerykańskiego reżysera oraz producenta. Film opowiada o nastolatce, która postanawia stworzyć idealne wyjście dla siebie oraz jej matki poprzez wymyślenie tajemniczego wielbiciela, adoratora jej matki.

## Fabuła
Holly Hamilton jest zmęczona ciągłymi przeprowadzkami spowodowanymi rozterkami miłosnymi matki. Holly opracowuje perfekcyjny plan, polegający na wymyśleniu mężczyzny idealnego, który poprzez podarunki i czułe listy rozkocha mamę Holly. Kiedy jednak romans wymknie się spod kontroli, Holly będzie musiała w jak najszybszym czasie odnaleźć prawdziwego adoratora, który byłby odzwierciedleniem wykreowanego ideału. Nastolatka pochłonięta problemami matki nie zauważa, kiedy u jej boku pojawia się idealny facet.

## Obsada
- Hilary Duff – Holly Hamilton
- Heather Locklear – Jean Hamilton
- Chris Noth – Ben Cooper
- Mike O’Malley – Lenny Horton
- Ben Feldman – Adam Forrest
- Vanessa Lengies – Amy Pearl
- Caroline Rhea – Gloria
- Kym Whitley – Dolores
- Aria Wallace – Zoe Hamilton
- Carson Kressley – Lance
- Michelle Nolden – Amber
- Maggie Castle – Dziewczyna z Wichita
- Gerry Mendicino – Pracownik supermarketu
- Philip Akin – Nauczyciel angielskiego
- Jeff Lumby – Dr Fitch